# Sojus T-13
Sojus T-13 ist die Missionsbezeichnung für den am 6. Juni 1985 gestarteten Flug eines sowjetischen Sojus-Raumschiffs zur sowjetischen Raumstation Saljut 7. Es war der achte Besuch eines Sojus-Raumschiffs bei dieser Raumstation und der 74. Flug im sowjetischen Sojusprogramm. Es war die erste Weltraummission, bei der ein Raumfahrzeug erfolgreich an eine durch Stromausfall inaktive Raumstation dockte und diese wieder in Gang setzen konnte.

## Besatzung

### Startbesatzung
- Wladimir Alexandrowitsch Dschanibekow (5. Raumflug), Kommandant
- Wiktor Petrowitsch Sawinych (2. Raumflug), Bordingenieur

Dschanibekow war bereits Kommandant des vorhergehenden Fluges Sojus T-12. Mit diesem Flug erreichte er als erster sowjetischer Kosmonaut und als zweiter Raumfahrer überhaupt fünf Raumflüge. Den Rekord hielt John Young mit sechs Einsätzen.

### Ersatzmannschaft
- Leonid Iwanowitsch Popow, Kommandant
- Alexander Pawlowitsch Alexandrow, Bordingenieur

### Rückkehrbesatzung
- Wladimir Alexandrowitsch Dschanibekow (5. Raumflug), Kommandant
- Georgi Michailowitsch Gretschko (3. Raumflug), Bordingenieur

## Missionsüberblick
Die Mission war die erste echte Rettungsmission für eine zuvor vollständig ausgefallene Raumstation. Sojus T-13 war das erste Raumschiff, welches an die inaktive Raumstation manuell ankoppelte. Daher wurde das Raumschiff angepasst, um die Annäherungsmanöver zu vereinfachen. Wladimir Dschanibekow und Wiktor Sawinych retteten die Saljut-7-Station, die Probleme mit der Stromversorgung hatte. Die Rettung gilt als eine der größten Leistungen in der Raumfahrtgeschichte.
Wladimir Dschanibekow hatte sicher nicht damit gerechnet, so bald nach seinem Flug mit Sojus T-12 wieder zur Saljut-Station zurückzukommen. Die Besatzung bemerkte bei der Annäherung die nicht ausgerichteten Solarzellen der sich langsam um die Längsachse drehenden Station. Sie benutzten einen Handlaser, um ihre Entfernung zur Station zu messen, und flogen einmal um die Station, um zu überprüfen, ob die Station von außen intakt war.
Dschanibekow bemerkte, dass die Thermoabdeckung der Transferabteilung stumpf und grau aussah, verursacht durch die langandauernde Sonneneinstrahlung. Sobald das Sojus-Raumschiff das erste Mal an dieser inaktiven Raumstation angedockt hatte, konnte die Besatzung bestätigen, dass die Station elektrisch tot war, nachdem sie die elektrischen Verbindungen zur Station überprüft hatte.
Beide Kosmonauten überprüften die Atmosphäre der Station, bevor sie die Luke öffneten. Die Luft war kalt, konnte aber geatmet werden. Reif bedeckte Wände und Ausrüstung. Die Kosmonauten trugen Winterkleidung einschließlich fellgefütterten Mützen, als sie die Station betraten.
Die erste Aufgabe bestand darin, die Stromversorgung wiederherzustellen. Die acht Batterien waren entladen und zwei von ihnen zerstört. Zuerst mussten die Kosmonauten die Batterien aufladen. Sie nutzten das Sojusraumschiff, um die Solarflächen der Station in die Sonne zu drehen und mit speziell angefertigten Überbrückungskabeln die intakten Batterien einzeln wieder aufzuladen. Am 10. Juni schalteten sie die Luftheizung an. Die Kosmonauten mussten sich auf die Lufterneuerungsanlagen ihres Zubringerraumschiffes verlassen, bis sie die Lebenserhaltungssysteme der Raumstation wieder hochfuhren. Die Lageregelung wurde am 13. Juni wieder zugeschaltet. Das war Voraussetzung zum Empfang eines Progress-Versorgungsraumschiffes mit dringend benötigten Ersatzteilen. Die Heizung in den Wänden konnte erst eingeschaltet werden, als aller Reif verdunstet war, da sonst das Tauwasser in die Geräte eingedrungen wäre. Eine normale Luftfeuchte wurde Ende Juli erreicht. Die Wassertanks der Station tauten Ende Juni auf. Der Frost hatte den Wasserkocher zerstört, so dass die Kosmonauten starke Fernsehleuchten zur Erwärmung nutzen mussten.
Sawinych blieb 169 Tage an Bord und kehrte am 21. November 1985 mit Sojus T-14 zurück, Dschanibekow am 26. September 1985 zusammen mit dem mit Sojus T-14 gekommenen Georgi Gretschko mit Sojus T-13, nachdem er 110 Tage an Bord von Saljut 7 verbracht hatte. Vor der Rückkehr zur Erde führte Sojus T-13 dreißig Stunden lang Annäherungs- und Kopplungstests durch.

## Film
Die Mission wurde 2017 mit dem russischen Film Salyut-7 mit vielen künstlerischen Freiheiten verfilmt.